# God Save the Queen (песня Sex Pistols)
«God Save the Queen» (МФА: [gɒd seɪv ðə kwiːn], с англ. — «Боже, храни королеву») — одна из наиболее известных песен английской панк-рок-группы Sex Pistols. 27 мая 1977 года композиция вышла в качестве сингла, а 28 октября 1977 года была выпущена на единственном студийном альбоме группы Never Mind the Bollocks, Here’s the Sex Pistols. Выпуск сингла был приурочен к Серебряному юбилею британской королевы Елизаветы II.
Общественность восприняла песню как попытку пошатнуть устои монархии; в ней музыканты всячески оскорбляли королеву и осуждали режим её правления. Вопреки трудностям, связанным с его выпуском, многочисленным запретам цензуры на вещание и отказу некоторых крупных торговых сетей продавать пластинку, сингл за одну неделю достиг рекордного количества продаж в Великобритании.
Несмотря на ошеломительный успех, песня достигла лишь второй строчки в UK Singles Chart, поскольку из цензурных соображений ей не позволили официально занять первое место в дни празднования юбилея. После выхода пластинки на двух участников Sex Pistols, их арт-директора и продюсеров были совершены вооружённые нападения. По данным Британской ассоциации производителей фонограмм, пластинка обрела серебряный статус.

## Запись и исполнение
Первоначально участники Sex Pistols планировали назвать песню «No Future». Её слова были написаны вокалистом группы Джонни Роттеном, а музыка — бас-гитаристом Гленом Мэтлоком в 1976 году. Композиция вышла в свет в 1977 году, после изгнания из группы Мэтлока в феврале того же года из-за его увлечения творчеством группы The Beatles (по официальному заявлению менеджера группы Малкольма Макларена). На его место в коллектив был принят Сид Вишес, который из-за своего скандального поведения и неформального внешнего вида лучше Глена подходил под имидж звезды панк-рока. Вишес очень плохо владел бас-гитарой, так как ранее являлся барабанщиком групп Siouxsie and the Banshees и The Flowers of Romance, и учился игре на этом инструменте, уже будучи участником Sex Pistols.
Название песни повторяет название национального гимна Великобритании. Композиция представляет собой своеобразный протест рабочего класса и низших социальных слоёв населения, к которым принадлежали сами музыканты Sex Pistols, против монархического строя и британского правительства в лице королевы Елизаветы II. В тексте присутствуют резкие высказывания в адрес королевы; она названа «кретинкой» и «нечеловеческим существом». Джонни Роттен:
Я думаю, эта чёртова пластинка не имеет конкретного отношения к королеве. Это про то, что ты думаешь о подобных женщинах. Она такая же, как и все, насколько я понимаю, когда вижу её по телеку, она — не человеческое существо. Она — кусок обычной фанеры, который они повесили, а ты пялишься на него из автобуса. Королева туда, королева сюда. И она делает всё вслепую, потому что она сидит в загоне. Да, в загоне, но ведь всегда существует какой-то выход.
Режим правления Елизаветы ΙΙ в песне был назван фашистским. Джонни Роттен исполнял композицию с характерным для представителей низших социальных слоёв населения Лондона произношением кокни. Несмотря на яростные слова, песня звучит достаточно иронично и жизнеутверждающе. Роттен заявил, что долгие годы хотел сделать документальный фильм о королевской семье, чтобы показать, как они «докатились до своего высокомерия».
Дизайнер Sex Pistols Вивьен Вествуд сказала по поводу текста песни следующее:
Мальчишки приходят ко мне в магазин[I] и спрашивают: «Вы правда думаете, что королева — кретинка?» Но если к тебе приходит кто-то с бумагами и ты их подписываешь просто так, а того человека ведут на казнь, не являешься ли ты кем-то вроде зомби? Это не человеческий поступок. Леди Макбет никогда не отмоет свои руки от крови. Я скажу больше, она действительно многих убивает своей ханжеской улыбочкой. Посол из Бразилии на высшем уровне, а её страна каждый день доводит людей до смерти. Если сорвать с королевы маску, то армия и все эти люди лишатся своего кумира, смотрящего им в глаза и с улыбочкой делающего вид, что всё в порядке. Может быть, старая притворщица и впрямь не понимает, что происходит? Поймите меня правильно, если это так — мне её искренне жаль.
В записи композиции участвовали сразу два инженера-продюсера: Крис Томас (работавший одновременно с Полом Маккартни) и Билл Прайс. Прайса Макларен нанял во вторую очередь с целью подстраховки, поскольку группа имела скандальную репутацию, в связи с чем сотрудничать с ней отказывались практически все музыкальные лейблы. Композиция была записана на студии Прайса Wessex Sound Studios. Из-за участия в записи двух продюсеров песня изначально имела две версии; Томас был нанят для записи синглов, а Прайс — для записи альбомных песен, однако Крис вскоре занялся ремейками треков для альбомного издания, а Билл переделал для альбома некоторые композиции, ранее начатые Томасом, но не подходившие для выпуска на синглах. Крис Томас не стал использовать «сырой» гитарный звук, применявшийся в то время для записи большинства песен в жанре панк-рок, а создал многослойную и широкую музыкальную палитру, используя возможности многоканальной студии, путём многократного наложения звука гитар. Этот способ впервые был применён продюсером и звукоинженером Филом Спектором и получил название «стена звука» (англ. «wall of sound»).
Поскольку Вишес не умел играть на своём инструменте, басовая партия в песне была записана гитаристом группы Стивом Джонсом. Он сумел выстроить плотную стену гитарного звука во всех диапазонах. Билл Прайс отметил превосходную игру Джонса и посчитал его самым профессиональным гитаристом среди тех, с которыми ему приходилось работать. Его манера игры на гитаре стала стандартной для панк-рока.
Впервые песня была исполнена 7 июня 1977 года в день празднования 25-летия восшествия королевы на престол. Музыканты сыграли композицию, проплывая по Темзе на речном пароходе под названием «Queen Elizabeth» перед зданием парламента Вестминстерского дворца. Полицейские следили за Sex Pistols и заранее ожидали от музыкантов какой-либо провокации, поэтому следовали за ними от самого вестминстерского пирса на двух моторных лодках. После исполнения песни речная полиция потребовала от экипажа теплохода причалить к берегу, после чего многие из присутствовавших на борту, включая музыкантов, Макларена, Вествуд и многих других, были арестованы. Так как репертуар группы не очень обширен, с тех пор «God Save the Queen» исполнялась на каждом концерте Sex Pistols. В 2002 году коллектив выступал в лондонском спортивном центре Кристал Пэлас и на фестивале KROQ Inland Invasion Festival в Калифорнии специально ко дню двадцатипятилетнего юбилея выхода сингла. Роттен заявлял о своём желании спеть эту песню лично перед королевой по случаю её Золотого юбилея, но та, как и в случае с выходом сингла и исполнением композиции во время Серебряного юбилея, никак не отреагировала и не дала комментариев по этому поводу.

## Выпуск сингла
После громкого телевизионного скандала, в ходе которого участники Sex Pistols позволили себе нецензурную брань в прямом эфире в адрес телеведущего Билла Гранди, и их первого турне «Анархия», на протяжении которого музыканты устраивали беспорядки в гостиничных номерах и разжигали новые скандалы, сотрудничавший с Sex Pistols крупный лейбл EMI Records 27 января 1977 года в одностороннем порядке расторг с ними контракт. В Лос-Анджелесе Малкольм Макларен провёл беседу с руководителями компании A&M Records Гербом Альпертом и Джерри Моссом, после которой они были согласны заключить контракт с коллективом и реализовать выпуск его записей. Контракт был подписан 9 марта 1977 года. Изготовив двадцать тысяч копий сингла «God Save the Queen», лейбл 16 марта аннулировал контракт с группой, объяснив своё решение пересмотром взглядов по отношению к Sex Pistols, и уничтожил тираж пластинок, оставив лишь несколько копий.
После множества переговоров с различными лейблами желание сотрудничать с группой и выпустить пластинку изъявила компания Virgin Records. В итоге 13 мая участниками Sex Pistols был подписан очередной контракт. Выражая протест против текста «God Save the Queen» и обложки сингла, рабочие завода по производству грампластинок устроили забастовку. 27 мая, после длительных переговоров с производителями, производство сингла всё же было начато. Несколько крупных розничных торговых сетей отказались продавать «God Save the Queen». Песня была запрещена на Би-Би-Си, а также на всех независимых радиостанциях, обретя репутацию одной из самых запрещённых нецензурных записей в британской истории.
Через неделю после выпуска сингл был распродан в количестве 150 тысяч копий и моментально занял вторую строчку в британском чарте, но выше не поднимался. Это вызвало удивление среди музыковедов, критиков и представителей крупных музыкальных изданий, так как многие журналисты предполагали, что песня легко займёт первое место в хит-параде. Это было связано с тем, что цензура не позволила песне, оскорбляющей личность королевы, стать лучшей в Великобритании, однако по количеству продаж сингл являлся безусловным лидером. По этой же причине «God Save the Queen», в отличие от других композиций, не транслировали в эфире хит-парада, а лишь объявляли позицию. На первом же месте тогда уже четвёртую неделю держалась песня Рода Стюарта «I Don't Want To Talk About It». Примечателен также тот факт, что во время трансляции на «Би-Би-Си» «Десятки лучших песен» вторая строчка была пуста в связи с запретом композиции, как будто её просто не существовало.
Джонни Роттен приобрёл дурную известность своей пластинкой о королеве. Оказывается, так называемые «патриоты» могут нападать на невинных людей лишь за то, что им не нравится их мнение. Фактически вся ответственность за ранения Джонни целиком ложится на наши средства массовой информации, потому что если бы они не начали раздувать всю эту истерию, никто из «тридцатилетних[II]» никогда в жизни не услышал бы этой записи.
Вскоре после выхода сингла на арт-директора, продюсеров и двоих участников группы были совершены вооружённые нападения. Первой жертвой стал арт-директор Sex Pistols Джеми Рид; он был атакован неизвестными 13 июня и получил переломы правой ноги и носа. Свидетели нападения позвонили Макларену, после чего тот приехал со своей тогдашней женой Вивьен Вествуд за Ридом на такси и, оказав первую медицинскую помощь, отвёз его в больницу. 19 июня группа неизвестных напала на Джонни Роттена, Криса Томаса и Билла Прайса на выходе из лондонского паба «Пегас». Нападавшие нанесли им многочисленные ушибы и порезы; Роттену порезали бритвой колено, лицо и левую руку, которую музыкант до сих пор не может сжать в кулак, Томасу порезали лицо, а Прайсу — руку. Всех троих также сильно избили. Засада на них была устроена в автомобильном парке неподалёку от паба. На следующий день возле станции метро в районе Шеффердз Буш группа неизвестных, вооружённых палками, арматурой и ножами, атаковала барабанщика Пола Кука. Нападавшие избили его, нанеся множество ножевых ранений и сильный удар в затылок железной кружкой. Как и в остальных случаях, преступники скрылись. Предположительно, все они были скинхедами. После того, как Кук самостоятельно добрался до дома, его мать вызвала скорую помощь, и Пол был госпитализирован. В больнице врачи наложили ему пятнадцать швов. Вскоре в Лондоне начались нападения на обычных панков и многочисленные стычки между различными молодёжными радикальными и экстремистскими группировками. В ходе многочисленных расследований полиция Скотланд-Ярда часто вызывала на допросы Малкольма Макларена, а также устанавливала слежку за ним и участниками группы, прослушивала его телефон и телефоны офиса Sex Pistols. Все эти обстоятельства вынудили Макларена сократить концертную деятельность Sex Pistols на родине и временно приставить охрану к участникам группы.
Итальянское DVD-издание четвёртого сингла группы «Holidays in the Sun» содержит видеоклип к песне, снятый во время её исполнения на теплоходе возле Вестминстерского дворца режиссёром Джульеном Темплом.

### Переиздания
Переиздание пластинки в честь двадцатипятилетнего юбилея вышло 27 мая 2002 года на лейбле Virgin Records. Помимо оригинальной версии песни, оно содержит ремиксы Нила Барнса (дуэт Leftfield) и выпущено в двух различных версиях. Издание на семидюймовом виниле содержало оригинальную версию композиции и ремикс «God Save the Queen (Neil Barnes & the Sex Pistols 7 extended mix)». Издание на двенадцатидюймовом виниле и компакт-диске содержит два вышеупомянутых трека и ремикс «God Save the Queen (Neil Barnes & the Sex Pistols dance mix)». В главном британском чарте UK Singles Chart сингл продержался три недели и достиг пятнадцатой позиции.
В ответ на вопрос журналиста журнала Time Out, адресованный Джонни Роттену, поздравил ли он королеву с её Золотым юбилеем, тот ответил следующее:
Нет, зачем? Я налоги плачу, и после этого я ей ещё что-то должен? Мою преданность надо заслужить, а она не заслужила её. В конце концов, королева хоть раз прислала мне открытку на день рождения?
Переиздание сингла в честь его тридцатилетия в 2007 году имеет два различных формата; издание на семидюймовом виниле не отличается по содержанию от оригинального выпуска пластинки 1977 года, а издание на компакт-дисках, помимо вышеупомянутых треков, содержит композицию «Don’t Give Me No Lips Child». Сингл поступил в продажу как на физических носителях, так и в интернет-магазинах 7digital и iTunes. Еженедельник New Musical Express с целью привлечения внимания общественности развернул рекламную кампанию. Положительные отзывы о влиянии Sex Pistols на страницах издания оставили участники групп Klaxons, Foo Fighters и Beastie Boys. Сингл продержался в британском хит-параде всего одну неделю, заняв лишь сорок вторую строчку. Несмотря на это, представители EMI заявили, что переиздание «God Save the Queen» стало самым продаваемым синглом недели, а поклонники Sex Pistols приобрели около 3100 копий виниловой пластинки.
В 2009 году поклонник Sex Pistols Крис Шарп в социальной сети Facebook начал кампанию под названием «Sex Pistols „God Save The Queen“ For No. 1 on Queen’s B’day», целью которой было помочь пластинке занять первое место в хит-парадах и, по словам Шарпа, таким образом «восстановить справедливость», поскольку в 1977 году занять первую строчку синглу помешала цензура. Поклонника группы на это вдохновила интернет-кампания некоего Джона Мортера «Rage Against The Machine for Christmas No. 1», благодаря которой песня 1992 года «Killing In The Name» группы Rage Against the Machine заняла в 2009 году первую строчку в рождественском хит-параде синглов Великобритании.

## Обложка сингла

Изображение, которое Sex Pistols изначально планировали использовать в качестве обложки «God Save the Queen». Это изображение размещалось на официальных товарах группы

Обложка пластинки представляет собой коллаж фотографии королевы Великобритании Елизаветы ΙΙ, сделанной специально к серебряному юбилею её восшествия на престол королевским фотографом Питером Грагоном. Первоначально планировалось использовать в качестве обложки сингла чёрно-белое изображение королевы, помещённое в овал, с булавкой, скрепляющей её губы (многие издания по ошибке публикуют информацию о том, что булавка была продета через нос), и напечатанной в правом углу фразой, придуманной Джонни Роттеном, которая присутствует в песне — «She Ain’t No Human Being» (рус. «Она — не человеческое существо»). Первоначально это изображение размещалось на наклейках и значках в рекламных целях в преддверии выпуска сингла.
После громкого скандала, связанного с отказом рабочих печатать конверты для пластинки, решено было использовать более приемлемый вариант — ту же чёрно-белую фотографию королевы в овале, на которой её рот и глаза были заклеены газетными обрывками; глаза были заклеены надписью «God Save the Queen», а рот — «Sex Pistols». Буквы в словах были набраны разным шрифтом, как его используют шантажисты, вырезая слова из газет и журналов. Такой дизайн стал элементом фирменного стиля Sex Pistols и используется в оформлении многих других пластинок группы, а также в её логотипе. Дизайн сингла разработал художник-анархист Джэми Рид, являвшийся в то время арт-директором группы. В качестве фона, в отличие от первоначальной обложки, оказался выбран серебристо-голубой цвет, олицетворяющий серебряный юбилей королевы. В 2001 году журнал Q поставил обложку на первое место списка «100 лучших обложек альбомов всех времён».
На рекламных плакатах сингла присутствовало то же изображение Елизаветы ΙΙ на фоне развевающегося на ветру британского флага.

В 2009 году компания Icecreamists выпустила мороженое класса премиум под названием «God Save the Cream». Дизайн упаковки мороженого имитирует графическое оформление обложки сингла «God Save the Queen», а в рекламе используется музыкальное вступление с характерным для группы гитарным звуком. В ответ на это юристы коллектива подали в суд на действия Icecreamists за нарушение авторских прав. Владелец компании Мэтт О’Коннор отметил: 
Мы поражены тем, что группа, которая была запрещена, сама пытается запретить мороженое и настаивает на своих авторских правах на национальный гимн и на королеву.
Упаковка французских духов под названием «Sex Pistols», выпущенных в июле 2010 года, отчасти повторяет дизайн обложки сингла, а их состав включает ароматы лимона и чёрного перца. В рекламе духов говорится, что использовать их могут только нонконформисты и рисковые люди, которых не страшит «дух панка».
В 2011 году британский художник Зубс увековечил образ Кейт Мидлтон в портрете на фоне британского флага, являющегося аллюзией на плакат сингла. Спустя пять минут после выставления в одной из лондонских галерей картина была продана за двадцать тысяч фунтов. Ещё одной аллюзией на плакат «God Save the Queen» является обложка одноимённого кавер-сингла хард-рок-группы Motörhead, на котором вместо королевы изображён символ группы «War-Pig», глаза которого также заклеены надписью «God Save the Queen».
Обложки пластинок из тиража A&M Records представляют собой обыкновенный чёрный конверт с логотипом компании, так как лейбл до расторжения контракта с группой не успел изготовить обложки сингла. Оформление переиздания сингла 2002 года отличается от обложек оригинального выпуска 1977 года наличием жёлтого оттенка, олицетворяющего Золотой юбилей королевы. Бразильское издание пластинки вышло с обложкой, имеющей голубой фон, с надписью «Best „Punk Rock“ Group. NR.1 in England» (рус. «Лучшая панк-рок-группа. № 1 в Англии»).

## Признание и отзывы
Песня не только стала одной из самых узнаваемых композиций группы, но и получила широкую известность на мировой рок-сцене. «God Save the Queen» получила статус своеобразного гимна панк-движения. Музыкальный критик Стив Хью писал, что песня изменила весь музыкальный ландшафт Великобритании и является монументальным моментом в истории рок-музыки. Он также отметил, что громкий успех хита был обусловлен не только текстом, но и специфическим вокалом Роттена, которым не обладает ни один другой музыкант. Писатель и музыковед Андрей Кокарев в своей книге «Панк-рок от А до Я» писал, что песней «God Save the Queen» Sex Pistols хотели выразить свой протест миру, в котором они родились и выросли, так как другие формы протеста казались музыкантам малоэффективными: «Они полагали, что изменить мир к лучшему нельзя, и поэтому на жизни и карьере, в старом её понимании, был поставлен крест». Кокарев считает, что философия песни была философией «потерянного поколения»: «хотите жить в свинарнике — сами будьте свиньями». Поэтому он полагает, что призыв песни «No Future!» (рус. «Нет будущего!») стал очень актуален среди молодёжи, происходившей из низших классов; за счёт этого песня быстро стала «гимном панка». Критик Йон Сэвидж, являвшийся в разное время обозревателем известных музыкальных журналов, отметил, что песня была написана с невероятной подготовкой и блестяще исполнена, что было нехарактерно для бунтарских панк-групп того времени.
Песня завоевала почётные места в различных рейтингах известных мировых изданий — так, журнал Rolling Stone поставил её на 175-е место списка 500 величайших песен всех времён, назвав «взрывом нигилизма», журнал New Musical Express удостоил композицию восемнадцатого места в списке «150 лучших синглов всех времён», а журнал Q поставил её на верхние строчки сразу в двух номинациях.
Как позже выяснилось, лейбл A&M Records, расторгнув контракт с Sex Pistols, не уничтожил весь тираж изготовленных пластинок, а оставил себе небольшое их количество. На данный момент «сорокапятки» из этого тиража представляют серьёзную коллекционную ценность на музыкальном рынке. Record Collector’s Rare Guide оценивает каждый из этих экземпляров «God Save the Queen» в 5000 фунтов — сингл, таким образом, является вторым по цене на мировом рынке виниловых пластинок, уступая синглу «That’ll Be the Day» группы Джона Леннона The Quarrymen. В 2006 году одна из пластинок «God Save the Queen» выпуска A&M была продана на аукционе за 12 675 фунтов.

## Позиции в престижных рейтингах
Ниже приведены почётные места, которые заняла песня в различных рейтингах:
- 175-е место в списке 500 величайших песен всех времён по версии журнала Rolling Stone;
- «Сингл года» в 1977 году по версии журнала Sounds[57];
- 18-е место в 1987 году в списке «150 лучших синглов всех времён» по версии журнала New Musical Express[53];
- 1-е место в списке «100 лучших песен 1970-х», опубликованном в журнале New Musical Express в апреле 2012 года[58];
- 1-е место в списке «50 самых захватывающих мелодий» по версии журнала Q[54];
- 3-е место в списке «100 песен, которые изменили мир» по версии журнала Q[54];
- 1-е место среди «100 лучших обложек альбомов всех времён» по версии журнала Q[42];
- 2-е место в списке «10 самых скандальных песен всех времён» согласно результатам опроса компании PRS for Music[59];
- Одна из «20 политических песен» по версии издания New Statesman[англ.][60];
- 2-е место в списке «10 самых дорогих виниловых пластинок в истории звукозаписи» согласно данным Record Collector’s Rare Guide[56] (опубликовано журналом Forbes)[55];
- 19-е место в списке «20 лучших видеоклипов рок-групп всех времён» по версии телеканала Sky News[61];
- 10-е место в списке «100 лучших записей групп, которые изменили мир» по версии журнала Mojo[62].

## Список композиций

### Релиз A&M Records (1977)
Компания A&M Records сотрудничала с группой меньше недели. За это время она успела произвести около двадцати пяти тысяч копий сингла и уничтожила этот тираж после расторжения контракта с группой, оставив небольшое количество экземпляров. Сейчас пластинки из этого тиража представляют большую коллекционную ценность.
| №  | Название             | Длительность |
| -- | -------------------- | ------------ |
| 1. | «God Save the Queen» | 3:20         |

| №  | Название     | Длительность |
| -- | ------------ | ------------ |
| 1. | «No Feeling» | 2:48         |

### Релиз Virgin Records (1977)
Оригинальный релиз пластинки производства компании Virgin Records состоялся 27 мая 1977 года. Отличается от пластинок, производившихся ранее лейблом A&M Records, наличием композиции «Did You No Wrong» на оборотной стороне. Сингл был выпущен на семидюймовом виниле.
| №  | Название             | Длительность |
| -- | -------------------- | ------------ |
| 1. | «God Save the Queen» | 3:20         |

| №  | Название           | Длительность |
| -- | ------------------ | ------------ |
| 1. | «Did You No Wrong» | 3:14         |

### Юбилейное издание 2002 года
Переиздание пластинки в честь двадцатипятилетнего юбилея вышло на лейбле Virgin Records на семи- (двухпесенная версия) и двенадцатидюймовом виниле и компакт-диске (трёхпесенная версия). Ниже указан трек-лист расширенного издания, выпущенного на 12" и CD.
| №  | Название                                                              | Длительность |
| -- | --------------------------------------------------------------------- | ------------ |
| 1. | «God Save the Queen (original version)»                               | 3:20         |
| 2. | «God Save the Queen (Neil Barnes & the Sex Pistols 7 " extended mix)» | 4:19         |

| №  | Название                                                       | Длительность |
| -- | -------------------------------------------------------------- | ------------ |
| 1. | «God Save the Queen (Neil Barnes & the Sex Pistols dance mix)» | 8:39         |

### Юбилейное издание 2007 года
Юбилейное переиздание вышло 8 октября 2007 года на лейбле Virgin Records на семидюймовом виниле (двухпесенная версия) и на CD (трёхпесенная версия). Ниже приведён трек-лист CD-издания.
| №  | Название                      | Длительность |
| -- | ----------------------------- | ------------ |
| 1. | «God Save the Queen»          | 3:20         |
| 2. | «Did You No Wrong»            | 3:14         |
| 3. | «Don't Give Me No Lips Child» | 3:27         |

## Позиции в британском хит-параде
| Дата выпуска        | Дата попадания в хит-парад | Наивысшая позиция в UK Singles Chart | Недели нахождения в хит-параде | Сертификация BPI |
| ------------------- | -------------------------- | ------------------------------------ | ------------------------------ | ---------------- |
| 27 мая 1977 года    | 4 июня 1977 года           | 2                                    | 9                              | Серебряный       |
| 27 мая 2002 года    | 8 июня 2002 года           | 15                                   | 3                              |                  |
| 8 октября 2007 года | 20 октября 2007 года       | 42                                   | 1                              |                  |

## Участники записи
- Джонни Роттен — лид-вокал
- Стив Джонс — гитара, бас-гитара, бэк-вокал
- Пол Кук — ударные

### Производство
- Крис Томас — звукоинженер, продюсер
- Билл Прайс[англ.] — звукоинженер, продюсер
- Джеми Рид — дизайн

## Кавер-версии

### Кавер-синглMotörhead
В 1999 году английская хард-н-хэви-группа Motörhead записала кавер-версию песни и выпустила её в качестве сингла 18 июля 2000 года на компакт-диске. Песня включает слова оригинальной композиции Sex Pistols, а музыка несколько искажена элементами металлического звучания, свойственного для Motörhead. Вторая сторона сингла содержит композицию «One More Fucking Time». Некоторые издания диска включают видеоклип Motörhead на «God Save the Queen», в котором они исполняют песню, катаясь по Лондону на туристическом автобусе. В нём также присутствует некая актриса в образе британской королевы Елизаветы II за рулём грузовика. Также существует немецкое издание видеоклипа на VHS. 16 мая 2000 года композиция вышла на их альбоме We Are Motörhead.
Фронтмен Motörhead Лемми в 1977 году, во времена записи музыкантами Sex Pistols (Роттеном, Куком и Джонсом) оригинальной композиции, давал недавно вступившему в группу Сиду Вишесу уроки игры на бас-гитаре.

#### Список композиций
| №  | Название                     | Длительность |
| -- | ---------------------------- | ------------ |
| 1. | «God Save the Queen»         | 3:20         |
| 2. | «One More Fucking Time»      | 6:46         |
| 3. | «God Save the Queen (video)» | 3:20         |

#### Участники записи
- Фил Кэмпбелл — гитара, бэк-вокал
- Микки Ди — ударные
- Лемми — бас-гитара, лид-вокал

### Другие кавер-версии
- Первая кавер-версия песни была сделана самими Sex Pistols. Это симфоническая версия, вышедшая на альбоме The Great Rock'n'Roll Swindle, которая также звучит в фильме Великое надувательство рок-н-ролла, где главные роли сыграли трое участников группы: Пол Кук, Стив Джонс и Сид Вишес[69].
- Песня присутствует на мини-альбоме Armed and Dangerous 1985 года американской трэш-метал-группы Anthrax[70].
- Инструментальная кавер-версия песни вошла в качестве бонус-трека в переиздание альбома Flesh & Blood 1990 года американской глэм-метал-группы Poison[71].
- В 2007 году альтернативная рок-группа Foo Fighters исполнила песню на церемонии MTV Europe Music Awards[72].
- Композиция присутствует на бокс-сете In Memory of Quorthon[англ.] шведской блэк-метал-группы Bathory[73].
- Британская альтернативная рок-группа The Enemy исполняла песню в рамках двухдневной концертной программы на стадионе Ricoh Arena[англ.][74].
- В 2009 году песня вышла на альбоме 3[англ.] пост-панк-группы Nouvelle Vague[75].
- Кавер-версия композиции под названием «God Save the President» является гимном вымышленной страны Гроландия[фр.], упоминаемой во многих юмористических программах французского телеканала Canal+[76].
- Песня присутствует на альбоме 2009 года Yan, Tyan, Tethera, Methera! британской фолк-панк-группы The Bad Shepherds[англ.][77].
- В 2011 году песня вышла на альбоме Never Mind The Bastards — Here Is Mr. Irish Bollocks немецкой кельтик-панк-группы Mr. Irish Bastard[англ.]. Пластинка является кавер-версией единственного студийного альбома Sex Pistols Never Mind the Bollocks, Here’s the Sex Pistols[78].

## Цитаты
Ниже приведены воспоминания музыкантов Sex Pistols в виде цитат о сочинении и записи композиции.
Пол Кук: 
Глен начал её с басового риффа. Стив овладел ей, а потом я начал играть. Неожиданно Джон пришёл с «God Save the Queen» [текстом]. Мы подумали: «Что это такое?» Она не была написана специально для юбилея королевы. Мы не знали об этом в то время. Это не было попыткой выйти и шокировать всех. Ни в коем случае. Мы даже не знали, что юбилей в ближайшее время.
Оригинальный текст (англ.)It started with Glen's bass riff. Steve got hold of it, then I started playing. Suddenly John came up with 'God Save The Queen.' We thought, What's this? It wasn't written specifically for the Queen's Jubilee. We weren't aware of it at the time. It wasn't a contrived effort to go out and shock everyone. No way. It didn't even click there was a Jubilee coming up.
Джонни Роттен: 
Всё это было написано на одном дыхании. У меня были готовы слова. Я написал их некоторое время назад, но никогда их не использовал. Слова не вписывались в любую другую мелодию. Я не думал, что они когда-либо подойдут для одной из них. Это было больше похоже на большую тираду. Хорошо, что она подошла к тому, что сочинил Глен. Стив подхватил её очень быстро. Пол послушал его и сам очень быстро разобрался с барабанами.
Оригинальный текст (англ.)The whole thing was written in one go. I had the lyrics ready. I wrote them a while back, but never used them. The words didn't fit in with any of the other tunes. I didn't think it would ever fit to anything. It was more like a big tirade. It was excellent that it did fit in with the pattern that Glen had. Steve fell into it very quickly. Paul aided and abetted it very quickly with the drums.
Глен Мэтлок: 
Основной рифф был необычный, я уловил кое-какие звуки фортепиано, когда мы записывали позднее отклонённую версию «Anarchy». Я был уверен, какой должна быть мелодия, но у Джона имелись свои планы.
Оригинальный текст (англ.)The main riff was something I found piddling around on the piano, while we recorded the aborted version of 'Anarchy'. I had a pretty fixed idea of how the tune should go, but John had other plans.
Стив Джонс: 
Одна из моих любимых. Мне понравился хаос вокруг записи! Записана всего за три попытки, с гитарами и барабанами, как и большинство других песен.
Оригинальный текст (англ.)One of my favourites. I liked the chaos surrounding this record! Recorded after just two takes, with guitar and drums, like most of the other tracks.

## Комментарии
↑  I — на тот момент Вествуд вместе со своим бывшим мужем Малкольмом Маклареном являлась совладелицей лондонского бутика SEX 

↑  II — утверждалось, что нападение на Роттена, Прайса и Томаса было совершено мужчинами в возрасте около тридцати лет